# 胭脂 (作家)
胭脂，中华人民共和国北京人，言情小说作家及编剧，有“大陆小琼瑶”之称。 2003年推出处女作品《蝴蝶飞飞》，并改编为同名漫画和电视剧，电视剧由佟大为、杨雪主演。 之后陆续推出《爱上单眼皮男生》、《爱你那天正下雨》、《很迷人的转校生》等作品，并先后改编为电视剧。

## 外部連結
- 胭脂的新浪博客